# Aulus Witeliusz (syn Publiusza)
Aulus Witeliusz (łac. Aulus Vitellius) (zm. 32) - rzymski konsul w 32 roku, stryj i imiennik cesarza Witeliusza.
Był synem Publiusza (I); bratem Kwintusa, Publiusza (II) i Lucjusza.
W 32 był konsulem dodatkowym. Zmarł w czasie sprawowania urzędu.